# Nationalparks in Fidschi
Auf den im Pazifik gelegenen Fidschi-Inseln (auch: Fiji) wurden an sechs besonders schönen und erhaltenswerten Orten der Insel Nationalparks eingerichtet. 
- Koroyanitu Nationalpark, Nadi Area, auf Viti Levu
- Sigatoka Sandunes Nationalpark, auf Viti Levu
- Colo-i-Suva Waldreservat, Suva, auf Viti Levu
- Bouma Nationalpark, auf Taveuni
- Nausori Hochland, Nadi Area, auf Viti Levu
- Lovoni Trail, auf Ovalau, einer Insel der Lomaiviti-Gruppe